# マリーア・アンナ・ディ・サヴォイア (1757-1824)

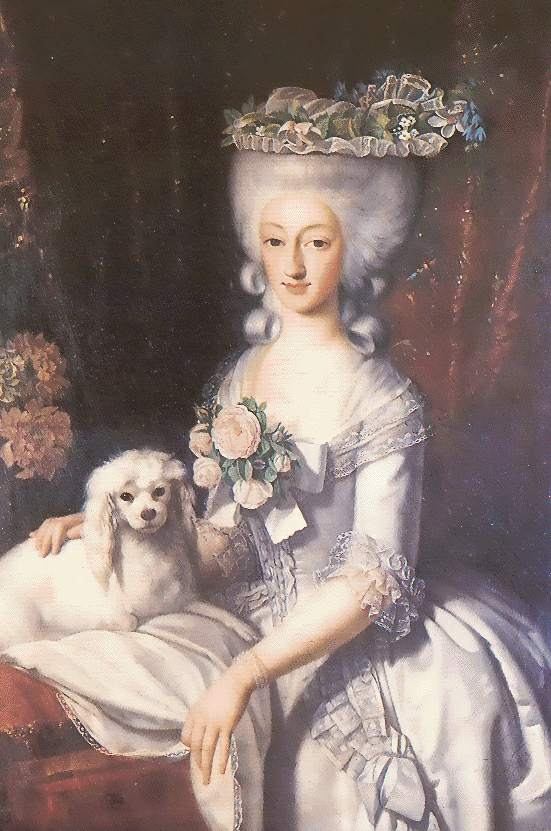
シャブレー公爵夫人、画家不明、トリノ王宮蔵

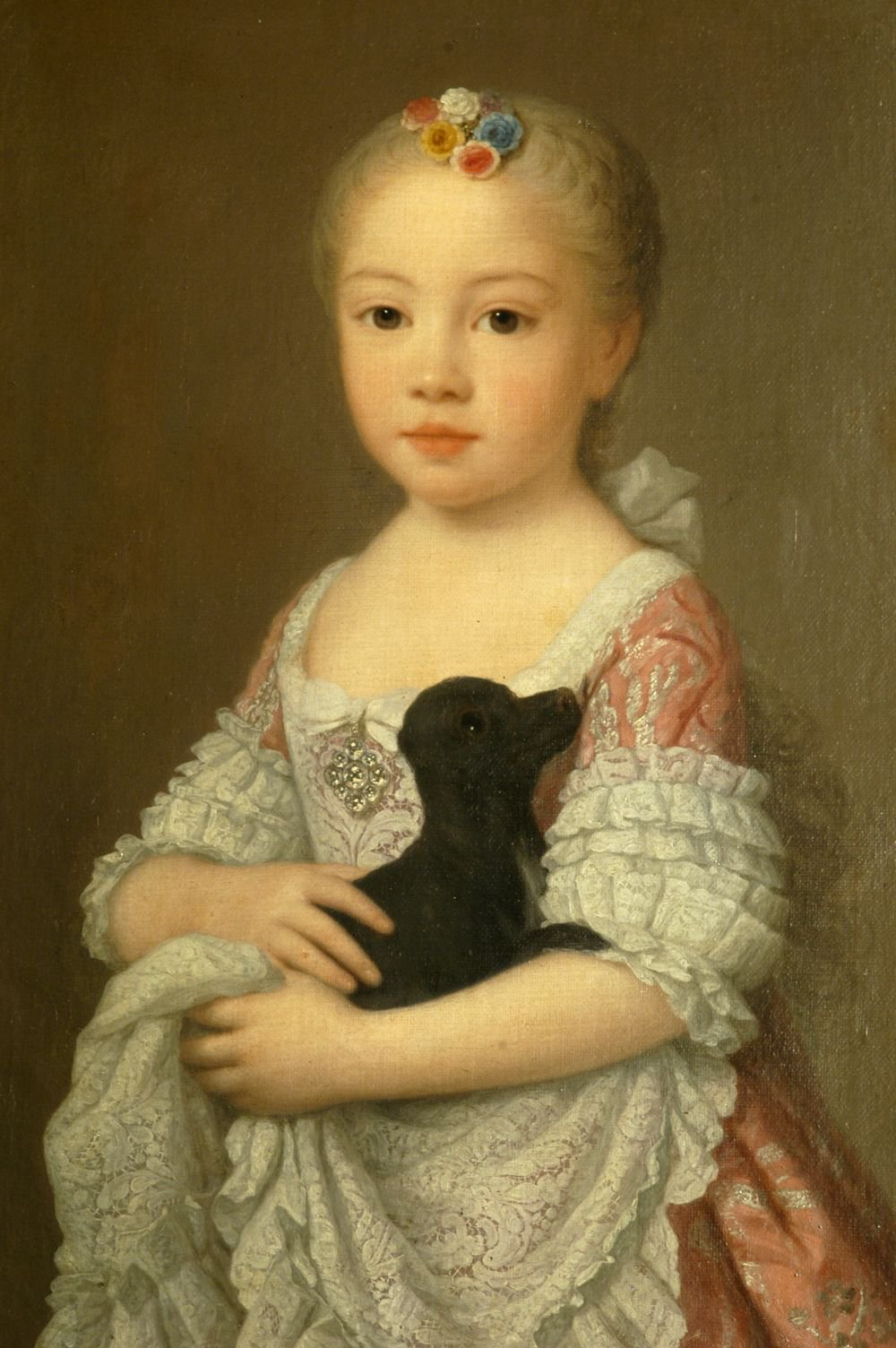
幼児期のマリーア・アンナ、ドメニコ・ドゥプラ画、トリノ王宮蔵

マリーア・アンナ・カロリーナ・ガブリエッラ・ディ・サヴォイア（Maria Anna Carolina Gabriella di Savoia, 1757年12月17日 トリノ王宮 - 1824年10月11日 ストゥピニージ狩猟用宮殿）は、イタリア・サヴォイア家の王女。父方叔父のシャブレー公ベネデットに嫁いだため、結婚をした姉妹たちの中で唯一実家のトリノ宮廷に残った。

## 生涯
サルデーニャ王ヴィットーリオ・アメデーオ3世と、スペイン王フェリペ5世の娘である王妃マリーア・アントーニアの間の第6子・四女（実質的には三女）。2人の姉たちはフランス王ルイ15世の孫息子たちとの政略結婚の駒となったが、マリーア・アンナにはその役目は回ってこなかった。
1775年3月19日トリノの聖骸布聖堂で父王の異母弟で16歳年長のシャブレー公ベネデットと結婚。公爵夫妻はキアブレーゼ宮殿及びアリエ公爵城を公邸として暮らした。マリーア・アンナは生涯夫のことを「叔父上」と呼び、子供にこそ恵まれなかったものの、夫婦仲は非常に良好だった。また、トリノ宮廷に嫁いできた2人の義姉、フランス王家のクロチルド及びモデナ公家のマリーア・テレーザとも良好な関係を築いた。
1798年、フランス軍の侵攻に伴いサヴォイア家一族はトリノを離れた。シャブレー公爵夫妻は一旦サルデーニャ島に避難し、翌1799年ローマに迎えられ教皇に保護された。1805年には親類のエトルリア王太后マリーア・ルイーザの招きで数か月フィレンツェに滞在している。
サヴォイア家が1814年にトリノに帰還した後も、マリーア・アンナは教皇領に留まり、1820年リュシアン・ボナパルトからローマ郊外フラスカーティに建つヴィラ・ルフィネッラを購入し住まいとした。1822年、サヴォイア家一族の反対にもかかわらず、今度はフィレンツェに移住した。1824年の初めようやくトリノに帰還し、フランス占領中はポーリーヌ・ボナパルトの別荘として使われていたキアブレーゼ宮殿に落ち着いた。同年夏、弟の国王カルロ・フェリーチェ夫妻のサヴォワ地方訪問に随行し、一緒に先祖の眠るオートコンブ修道院に詣でている。
同年秋に66歳で死去、スペルガ大聖堂に葬られた。すべての資産を弟のカルロ・フェリーチェ王に遺贈した。

## 引用・脚注
1. 1 2 3 4 5 6  Maria Anna, Duchesse di Chiablese (1757 - 1824) in: castellodiaglie.beniculturali.it Archived 2016-08-21 at the Wayback Machine. [retrieved 2 June 2016].
2. ↑  “Savoia”. 2016年6月2日閲覧。
3. ↑  The Edinburgh magazine, or Literary miscellany, p 25
4. ↑  Louis Leopold d'Artemont: A Sister of Louis XVI - Marie-Clotilde de France, queen of Sardinia (1759-1802), London, London, 1911, p. 86.
5. ↑  Palazzo Chiablese in: piemonte.beniculturali.it [retrieved 2 June 2016].